# Đuro Daničić

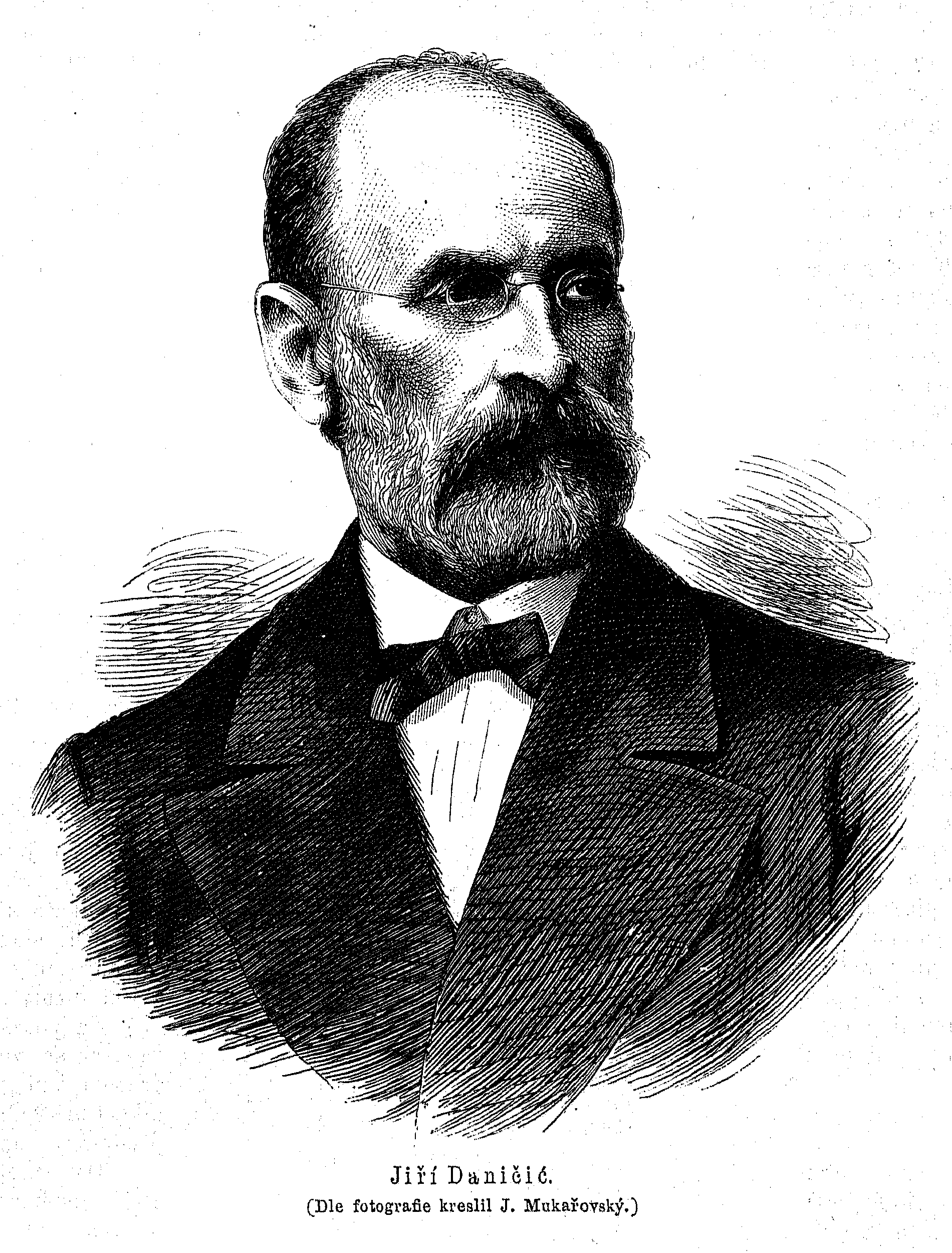
Đuro Daničić (1876)

Đuro Daničić (serbisch-kyrillisch Ђуро Даничић, auch unter dem Vornamen Đura, ursprünglich Đorđe Popović; * 6. April 1825 in Novi Sad; † 17. November 1882 in Zagreb) war ein serbischer Philologe.
Daničić studierte in Wien Sprachwissenschaft, wurde 1856 Bibliothekar der Nationalbibliothek in Belgrad und 1859 Professor der Literaturgeschichte am dortigen Lyceum.
Als er 1865 wegen seiner liberalen Auffassungen seine Stelle verlor, ließ er sich in Zagreb nieder, wo er von der südslawischen Akademie zu ihrem Sekretär ernannt wurde. Dort lebte er bis zu seinem Tod. 1863 wurde er als korrespondierendes Mitglied in die Russische Akademie der Wissenschaften in Sankt Petersburg aufgenommen.
Seine erste Arbeit war: Rat za srpski jezik i pravopis (Ofen 1847), worin er sich als tüchtiger slawischer Sprachforscher offenbarte. Weitere wichtige Schriften von ihm sind: Mala srpska gramatika (1850), Srpska sintaksa (1858) und Oblici srpskoga jezika (1863). Mit Hilfe des Fürsten Michael von Serbien und dessen Gattin Julie, welcher Daničić das Serbische lehrte, wurde es letzterem möglich, das große altserbische Wörterbuch Rječnik iz kniževnih starina srpskih (1863–64, 3 Bde.) herauszugeben. Außerdem besorgte Daničić die Herausgabe mehrerer alter serbischer Schriften und half Vuk Karadžić bei Herausgabe seines Wörterbuches und seiner Nationallieder.

## Werke
- Rat za srpski jezik i pravopis (Ofen 1847)
- Mala srpska gramatika. U Beču 1850; München: Sagner, 1983.
- Srpska sintaksa (1858)
- Oblici srpskoga jezika (1863).
- Istorija oblika srpskoga ili hrvatskoga jezika do svršetka XVII vijeka. Biograd 1874; München: Sagner, 1981.